# Winklern

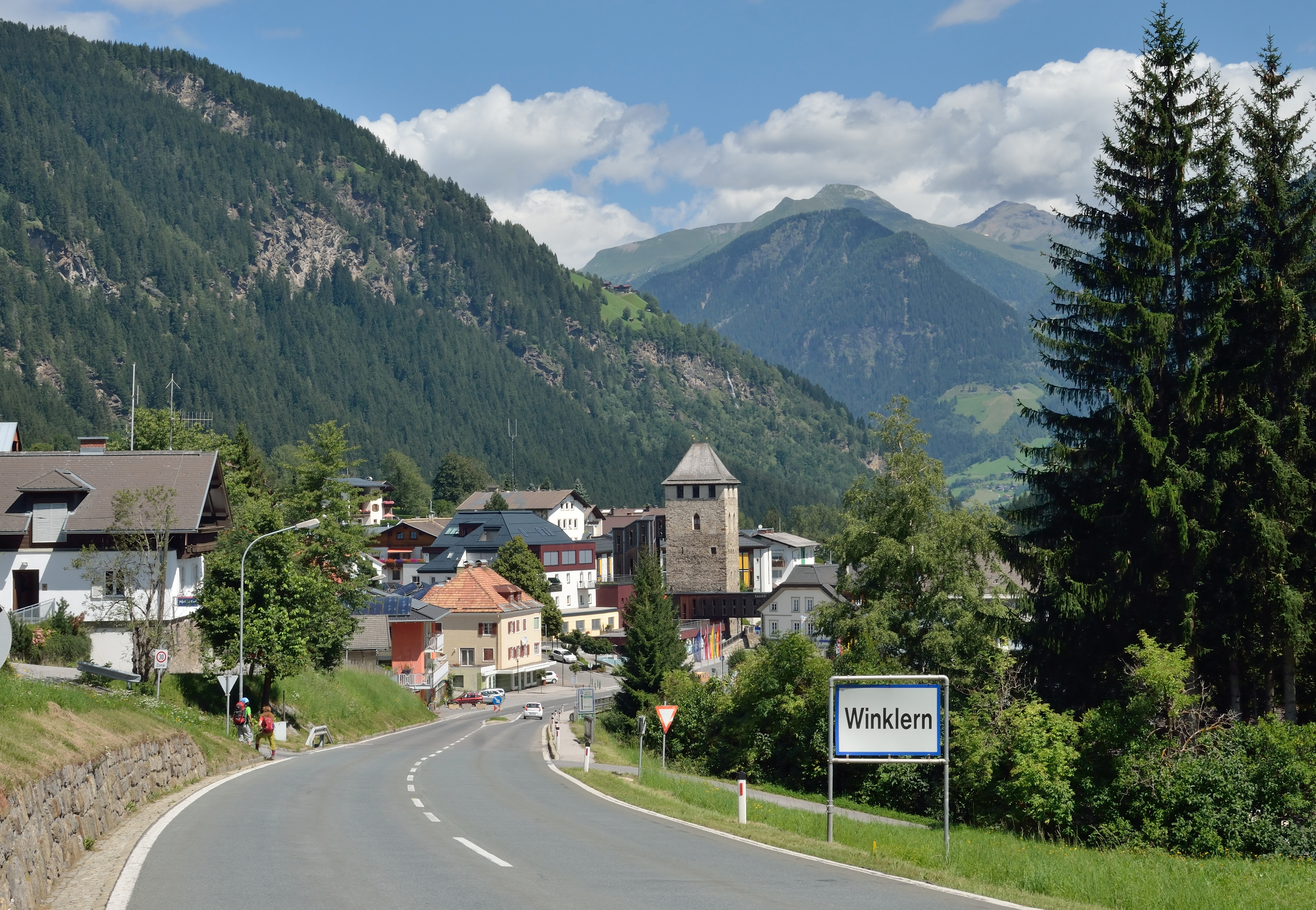

Winklern es un municipio situado en el distrito de Spittal an der Drau, en el estado de Carintia, Austria. Tiene una población estimada, a inicios de 2024, de 1184 habitantes.